# Taraxacum pronilobum
Taraxacum pronilobum — вид квіткових рослин з родини айстрових (Asteraceae). Вид зростає в Європі: Чехія, Данія, Польща, Іспанія; це багаторічна рослина помірних біомів.

## Опис
Це зазвичай досить струнка рослина; листки від злегка запушених до майже голих; бічних часток 3–5, загнутих, найчастіше з помітно опуклим дистальним краєм; термінальна частка часто асиметрична; черешки довгі, вузькі, бліді, зазвичай лише злегка рожеві; зовнішні приквітки темно-зелені, майже без кайми.